# Hazel Keech
Hazel Keech (nacida en 1987 como Rose Dawn) es una actriz y modelo británica. Ha aparecido en Billa y Bodyguard  así como en un anuncio de Suzuki. Bailó en el Frankfinn Music remix item number, "Kahin Pe Nigahaen".
Keech Nació en Essex, Inglaterra de padre británico y madre indo-mauriciana.  Atienda Beal Instituto en Redbridge. Durante sus primeros años,  acudió a academias de baile indio donde aprendió varias formas de baile, ambos indio clásico y occidental contemporáneo. Junto con la actuación y cantando, participó en musicales escolares así como juegos amateursy continuó con las artes a través del Instituto. Bailó en el programa británico ''Miss Marple". El show documental de la BBC"Call The Shots" mostró su trabajó en películas indias. Se unió al equipo del musical de Bollywood Bombay Dreams para su visita promocional a Londres en 2002 y cantó en el coro del musical west-end Joseph and the Amazing Technicolor Dreamcoat al año siguiente. Fue un extra en varias de las películas de Harry Potter.
A los 18, mientras estaba de vacaciones en Mumbai,  recibió ofertas de trabajo y decidió perseguir una carrera de modeloy actrizen la India. Keech entonces apareció en varios vídeos musicales como "Kahin Pe Nigahen" así como en muchos anuncios de televisión, como Vivel por ITC, & un anuncio de la 'Universidad de Freshology', Sprite. Keech Apareció en la película de 2007 Billa. En 2011,  participó como personaje de apoyo en la película india Bodyguard producida por Atul Agnihotri y dirigida por Siddique. Ha aparecido en el programa de telerrealidad Bigg Boss 7 dónde fue expulsada por la audiencia la primera semana.

## Filmografía
| Año  | Película                  | Papel              | Idioma  | Fuente |
| ---- | ------------------------- | ------------------ | ------- | ------ |
| 2007 | Billa                     | Rhea               | Tamil   |        |
| 2011 | Bodyguard                 | Maya               | Hindi   |        |
| 2012 | Maximum                   | Aparición especial | Hindi   |        |
| 2012 | Krishnam Vande Jagadgurum | Aparición especial | Telugu  |        |
| 2014 | Heer and Hero             | Aparición especial | Punjabi |        |
| 2015 | Baankey ki Crazy Baraat   | Aparición especial | Hindi   | [ 11 ] |

## Televisión
- 2013 Bigg Boss 7 como concursante (expulsada el 22 de septiembre de 2013)
- 2013 Jhalak Dikhhla Jaa (temporada 6) como ella misma - vino para Teen Ka Tadka junto con Shaan y Sneha
- 2013 Circo de Comedia como ella misma